# Амелия Великобританская (1711—1786)
Аме́лия Великобрита́нская ((англ. Amelia of Great Britain), при рождении Аме́лия Софи́я Элеоно́ра (англ. Amelia Sophia Eleanor), 10 июля 1711, дворец Херренхаузена, Ганновер — 31 октября 1786, Сохо, Лондон) — вторая дочь короля Великобритании, Ирландии и Ганновера Георга II, и Каролины Бранденбург-Ансбахской, замуж не выходила.

## Биография

### Ранняя жизнь
Принцесса Амелия София Эленора родилась 10 июля 1711 года во дворце Херренхаузена, Ганновер. Её родителями были будущий король Великобритании Георг, представитель Ганноверского дома, и его супруга Каролина Бранденбург-Ансбахская. Стала второй дочерью и третьим ребёнком в семье из девяти детей. Её бабушкой и дедушкой со стороны отца были курфюрст Ганновера Георг I, унаследовавший в 1714 году от своей троюродной тётки корону Великобритании, и София Доротея, принцесса Альденская. По материнской линии принцесса была внучкой маркграфа Бранденбург-Ансбахского Иоганна Фридриха, и Элеоноры Саксен-Эйзенахской.
Как внучка курфюрста Ганновера, Амелия с рождения носила титул «Её Светлейшее Высочество принцесса Амелия Ганноверская». Согласно Акту о престолонаследии 1711 года на момент своего рождения принцесса занимала шестое место в наследовании британского престола после своей прабабки, деда, отца, брата и сестры. В семье её называли Эмили.

### Принцесса Великобритании
1 августа 1714 года, после смерти бездетной королевы Анны, дед Амелии вступил на британский престол, став первым монархом Соединённого Королевства Великобритании и Ирландии из Ганноверского дома. Отец девочки получил титул герцога Корнуольского и принца Уэльского, как наследник престола первой очереди. 27 сентября 1714 года Амелия получила титул «Её Королевское Высочество принцесса Великобританская и Ирландская». Вместе с матерью и всей семьёй они переехали в Лондон, заняв покои Сент-Джеймсский дворец.
В детстве Амелия много болела, но позже смогла оправиться от всех недугов и жить полноценной жизнью. По настоянию матери, которая поддерживала современную на то время медицину, Амелии и другим детям были сделаны прививки от оспы, популяризированные Мэри Уортли Монтегю и Чарльзом Мейтландом. 11 июня 1727 года ушёл из жизни Георг I. На престол вступил отец Амелии под именем короля Георг II. С отцом принцесса проводила много времени, и находилась подле него до самой его смерти в 1760 году. Тётя Амелии, сестра короля, София Доротея Ганноверская, королева Пруссии, предложила ей выйти замуж за своего старшего сына, наследного принца Фридриха, будущего Фридриха Великого. Но эту партию не поддержал муж Софии Доротеи король Фридрих Вильгельм I, впоследствии женив сына на Елизавете Кристине Брауншвейгской. Принцесса Амелия могла быть матерью композитора Самюэля Арнольда, через связь с простолюдином по имени Томас Арнольд.
Среди увлечений принцессы были верховая езда и охота. Леди Памфлет, современница Амелии, писала о принцессе, что «она одна из самых необычных британских принцесс, которая закрывает уши на всяческую лесть, а сердце её честнее некуда».

### Последующая жизнь
В 1751 году принцесса Амелия стала смотрителем королевского Ричмонд-парка после кончины Роберта Уолпола. Заняв пост, она закрыла парк для общественности, что вызвало сильное негодование. По её указаниям на территорию парка пускали только членов семьи и нескольких близких друзей. Так продолжалось до 1758 года, когда местному пивовару Джону Льюису был запрещён въезд в парк. Он обратился в суд с требованием разрешить посещение парка. Истец ссылался на тот факт, что король Карл I, находясь в заточении в пределах парка, позволял общественности бывать в нём. Принцесса Амелия впоследствии отменила своё решение и открыла парк для широкой публики.
Амелия активно занималась благотворительностью. Под её патронажем находилось несколько подобных организаций. В 1760 году она пожертвовала 100 фунтов в общество бедных детей-сирот священнослужителей. Эта сумма пошла на оплату обучения для 21 девочки из семей священников Англии. В 1783 году и до смерти она жертвовала 25 фунтов в год на постройку нового лазарета в Нортгемптоне. В 1761 году Амелия стала владелицей поместья Ганнерсбери. Под её руководством был разбит большой парк. Между 1777 и 1784 годами она также владела купальнями, которые в XX веке были включены в Английское наследие и названы в честь неё — «Купальни принцессы Амелии». В собственности дочери короля находилась недвижимость на Кавендиш-сквер в лондонском квартале Сохо, где она и скончалась 31 октября 1786 года, пережив всех своих братьев и сестёр. После смерти на её шее был обнаружен кулон с миниатюрным портретом принца Фридриха, её несостоявшегося супруга. Похоронили дочь короля в капелле Генриха VII в Вестминстерском аббатстве.
В честь принцессы Амелии, дочери короля Георга II, названы острова Амелия-Айленд у побережья США, а также округ Амилия в штате Виргиния, США.